# Gavello
Gavello (Gavèo in veneto) è un comune italiano di 1 434 abitanti della provincia di Rovigo in Veneto, situato a sud-est del capoluogo.

## Geografia fisica
Il paese di Gavello è situato circa al centro del territorio comunale, nella parte medio-orientale del Polesine e del quale riprende le caratteristiche geografiche salienti: terreno pianeggiante ad uso agricolo e ricco di corsi d'acqua, in gran parte artificiali, necessari per la regolamentazione delle acque reflue.

## Storia
L'abitato di Gavello ha origini antichissime, forse pelasgiche o fenicie anche se più probabilmente paleovenete, sorto sui terreni affioranti dalle circostanti paludi, che a quel tempo si affacciavano sul mare Adriatico contendendole alla vicina Adria. Nel periodo che seguì l'antico centro gravitò attorno alla cittadina (allora) rivierasca che si sviluppò tra il XII ed il XI secolo a.C. per la necessità degli antichi Greci di avere un porto commerciale. Di Adria ne seguì le vicende politiche e storiche passando per Gallia Cisalpina fino alla pacifica integrazione nella Repubblica romana. Fu a quest'ultima che si deve il nome con cui è conosciuta attualmente e se la sua importanza rimase nei secoli a venire. Il centro era una stazione di cambio posta alla settima miliare della strada romana, nota come Cabellum, che collegava Hatria (la moderna Adria) con Triginta (trentesima miliare e dove sorge l'attuale Trecenta) e da dove poi la via si biforcava verso Mantova e Verona. Inoltre ad un solo miglio passava un'altra importante strada che si dirigeva verso sud raggiungendo Ferrara e poi Bologna.
Secondo alcuni storici polesani, tra cui gli adriesi Ottavio (1697-1749), Francesco Girolamo (1748-1810) e Francesco Antonio Bocchi (1828-1888) e A De Bon, si ipotizza che la sua importanza crebbe al punto che nell'VIII secolo esercitasse il suo dominio territoriale fino a Massa Campilia, l'attuale Sant'Apollinare frazione sita a qualche chilometro a sud di Rovigo. A tal proposito viene citata una bolla papale in latino datata 755 indirizzata da papa Adriano I a Carlo Magno dove si cita quandam brevissimam civitatem gabellensem. Certo è che anche nell'Alto Medioevo seguì le vicende politiche storiche ed ecclesiastiche di Adria.
Attorno al VI secolo si stabilì una comunità monastica dell'Ordine di San Benedetto costruendo un'abbazia sul punto più elevato dei terreni circostanti per preservarne l'integrità dalle frequenti esondazioni dei corsi d'acqua principali e che variavano il livello delle paludi circostanti. Nel corso degli anni gli stessi avviarono un lavoro di bonifica del territorio costruendo vari argini ancora presenti nella struttura e toponomastica del luogo. Uno di questi, che divide Gavello dal territorio del comune di Villanova Marchesana, è ancora citato come "l'Argine dei Frati".
Tra i monaci che vissero e lavorarono nell'Abbazia uno tra i più famosi fu il sassone frate Beda, in seguito santificato, arrivato al convento nell'874 e vi soggiornò fino alla sua morte, il 10 aprile 883. In seguito i suoi resti vennero portati da frate Giovanni Bevilaqua a Genova e deposti nella Chiesa di San Benigno. Opportuno è chiarire che, diversamente da quanto citato da fonti meno accurate, San Beda "da Gavello" non è lo stesso San Beda il Venerabile (672 ca. – 25 maggio 735) vissuto nel monastero benedettino di San Pietro e San Paolo a Wearmouth (oggi parte del Sunderland), in Inghilterra, e a Jarrow, in Northumberland.
L'abbazia prosperò fino alla metà del XII secolo quando la rotta di Ficarolo e le seguenti sconvolsero il corso del Po inondando per anni i territori e costringendo i monaci a riparare nella vicina Canalnovo, ora frazione di Villanova Marchesana, dove edificarono un nuovo monastero con annessa chiesa. L'abbandono dell'originaria abbazia ne provocò la definitiva rovina ed amministrativamente venne soppressa nel 1425 sostituendola con una commenda diretta da un solo monaco per sopperire alle esigenze spirituali della comunità.
Nel 1482 lo scoppio della Guerra di Ferrara, citata anche come Guerra del sale, ebbe conseguenze disastrose per gran parte del Polesine. Il conflitto, vinto dai veneziani, si risolse con la pace di Bagnolo ed il territorio di Gavello ed in generale il Polesine passo sotto il controllo della Serenissima fino al tardo XVIII secolo.
La caduta della Repubblica di Venezia del 1797 ad opera della Grande Armata, l'esercito francese guidato da Napoleone Bonaparte mutò nuovamente l'assetto politico di Gavello. In un atto di vendita datato 15 novembre di quello stesso anno e conservato presso il locale archivio arcipretale si cita che i possedimenti dell'Abbazia di Santa Maria e di San Pietro Martire furono confiscati dall'amministratore Emanuele Haller per conto della Repubblica Cisalpina e venduti ad Antonio Finotti di Bologna e Raffaele Lampronti di Ferrara per 22 000 pezze di Spagna.
Il dominio francese durò fino alla caduta di Napoleone. Il 20 aprile 1814 il Veneto, ed anche Gavello, venne restituito agli asburgici e con la caduta del Regno, quello stesso mese, la città e l'intero Veneto tornarono all'Impero d'Austria, che incorporò, dal 1815, i territori nel Regno Lombardo-Veneto.
In seguito Gavello seguì le vicissitudini storico politiche legate al Polesine ed al suo capoluogo Rovigo, con l'annessione del Veneto al Regno d'Italia avvenuto nel 1866 al termine della terza guerra di indipendenza.

### Simboli

Stemma comunale

Lo stemma è stato concesso con regio decreto del 21 giugno 1891.
Il gonfalone, concesso con RD del 22 febbraio 1934, è un drappo di azzurro.

## Monumenti e luoghi d'interesse
Le strutture architettonicamente più rilevanti si trovano attorno o nelle immediate vicinanze del centro della cittadina polesana, l'attuale Piazza XX Settembre. Qui vi si affacciano a nord il Palazzo municipale, già parte del Palazzo Grimani, ad est la chiesa arcipretale della Beata Vergine delle Grazie con facciata rivolta ad occidente, e un lato del Palazzo Gradenigo Mocenigo. Interessante anche l'edificio scolastico che riprende l'impostazione generale di questa tipologia architettonica civile dei primi anni del XX secolo. Curiosa infine l'origine della piccola chiesa della Beata Vergine della Salute, sita in località Magnolina, una ex sala da ballo ristrutturata dopo il termine della seconda guerra mondiale ed aperta al culto per soddisfare l'esigenza dei fedeli del piccolo centro posto a 5 km da Gavello.

### Architetture religiose
Per la Chiesa cattolica il territorio è una parrocchia del vicariato di Villadose, a sua volta divisione amministrativa della diocesi di Adria-Rovigo.

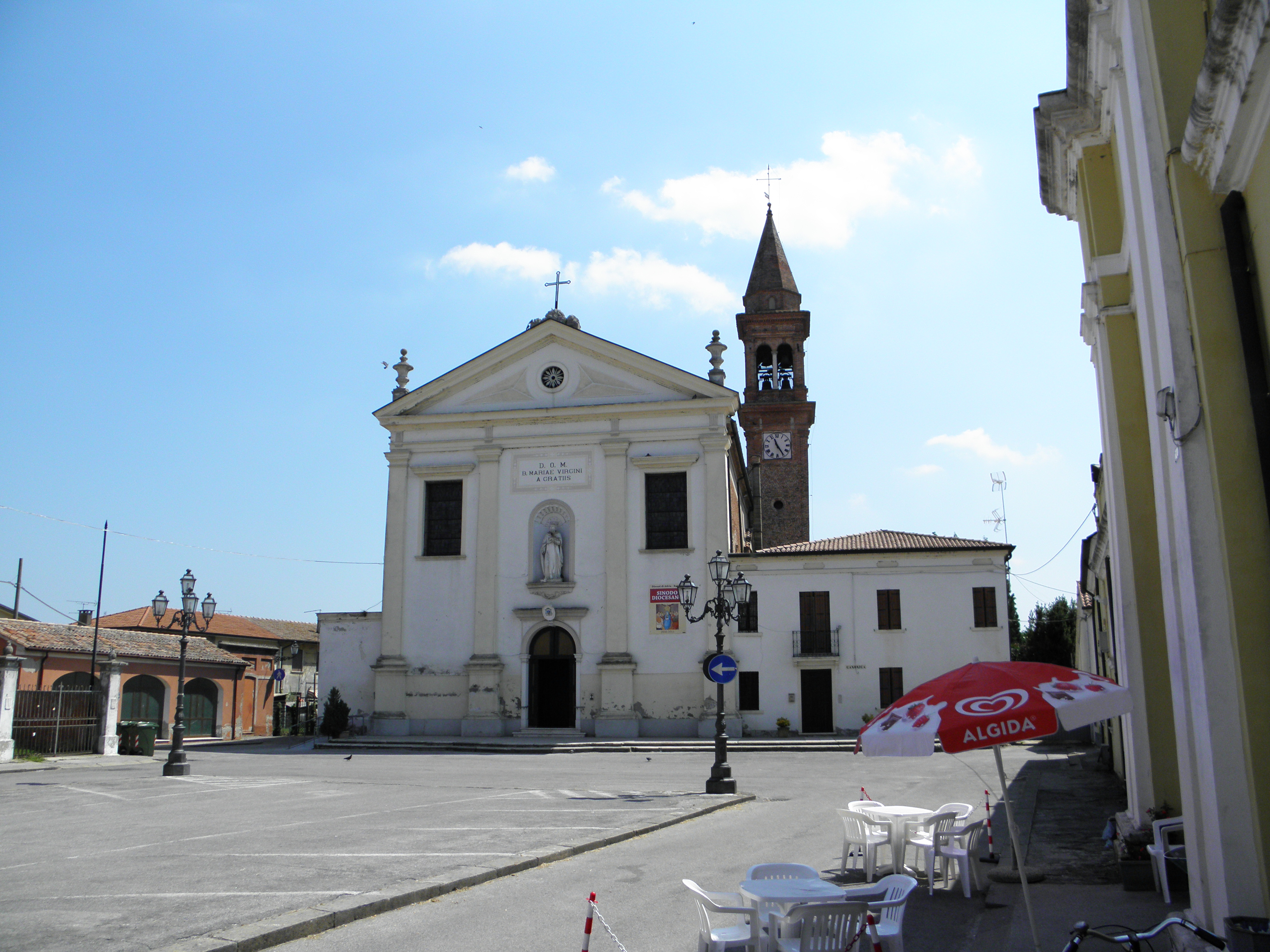
La Chiesa arcipretale della Beata Vergine delle Grazie.

- Chiesa arcipretale della Beata Vergine delle Grazie (XVI-XVIII secolo). Sito nell'attuale Piazza XX Settembre, l'edificio religioso occupa la posizione dove sorgeva la cappella dell'antica Abbazia benedettina del VI secolo e distrutta nel XIII secolo dalla rovinosa esondazione del fiume Po citata come Rotta di Ficarolo. Del precedente edificio rimangono l'abside e la parte inferiore del campanile fino alla cella campanaria, quest'ultima interessata da un rifacimento datato 1828. Più volte restaurata ed ampliata, l'attuale aspetto risale ai primi anni del XVIII secolo caratterizzata dalla pianta a navata unica e dalla sobria facciata barocca costituita da quattro paraste doriche su alto plinto.  Completano la facciata un timpano al cui interno è situato un piccolo rosone, una coppia di grandi finestre rettangolari e, sopra il portale. una nicchia dove si trova una statua di San Pietro Martire.[7][12]
- Chiesa della Beata Vergine della Salute, in località Magnolina. (XX secolo).

### Architetture civili

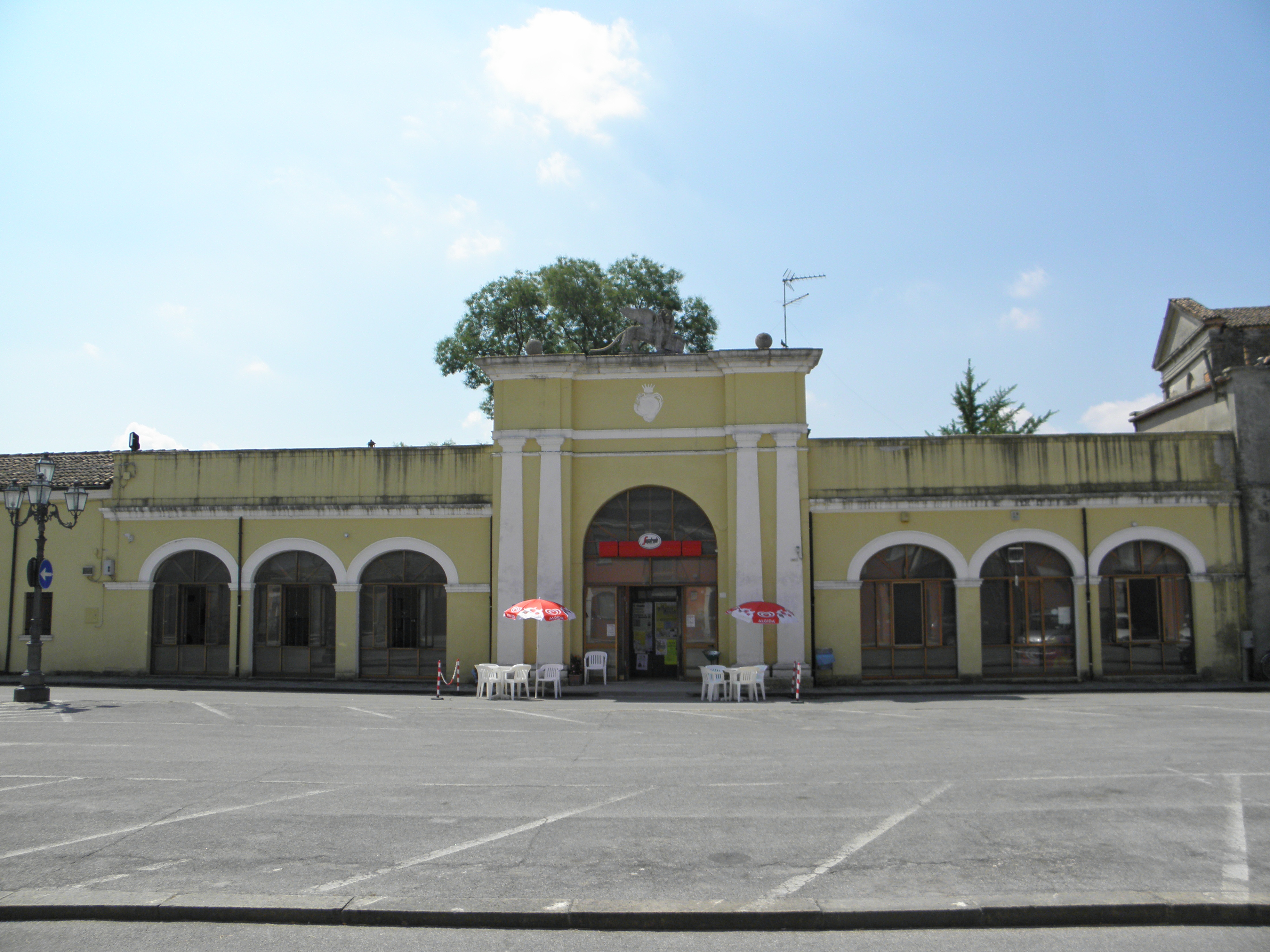
Il porticato del Palazzo Gradenigo Mocenigo affacciato alla Piazza XX Settembre.

- Palazzo Gradenigo Mocenigo (fine XVI-XVII secolo). Affacciato all'attuale Via Giacomo Matteotti si compone di una parte centrale a tre piani sormontata da un timpano più due ali laterali, più basse, divise in piano terra, piano nobile e granai. Il lato sinistro, porticato, si affaccia sull'attuale Piazza XX Settembre ed attualmente integra un esercizio commerciale da quale si può accedere al cortile interno.
- Palazzo Municipale ex Grimani (XVIII secolo). L'attuale palazzo, sede municipale, trae origine dal precedente Palazzo Grimani ampiamente ristrutturato e del quale rimangono solo alcune parti. Sulla sua facciata è presente una terrazza centrale, sopra la quale è apposto un altorilievo rappresentante lo stemma comunale, e sulle parti laterali una coppia di lapidi, a sinistra quella più antica dedicata al patriota locale Alessio Beltrame ed a destra, più recente, murata in occasione del centenario della nascita di Ugo Zagato.
- Villa Menotti, ora Cervati (XVII secolo). Complesso architettonico posizionato fuori del tessuto urbano di Gavello, nei pressi della sponda sinistra del Canalbianco e del ponte che collega il comune di Gavello con quello di Ceregnano. Il complesso riprende l'impostazione classica della villa veneta in accordo alla sua funzione, inserita in una grande proprietà agricola. Recentemente fatta oggetto di restauri conservativi, la villa appare attualmente separata dalla barchessa per l'attraversamento dell'attuale Via Canalbianco Superiore.

## Società

### Evoluzione demografica
Abitanti censiti

## Amministrazione
| Periodo | Periodo   | Primo cittadino     | Partito                          | Carica  | Note |
| ------- | --------- | ------------------- | -------------------------------- | ------- | ---- |
| 1995    | 1999      | Giulietto Fantinati | Lista Civica                     | Sindaco |      |
| 1999    | 2004      | Giulietto Fantinati | Lista Civica                     | Sindaco |      |
| 2004    | 2009      | Ampelio Spadon      | Lista Civica (Centro-sinistra)   | Sindaco |      |
| 2009    | 2014      | Ampelio Spadon      | Lista Civica (Centro-sinistra)   | Sindaco |      |
| 2014    | 2019      | Diego Girotto       | Lista Civica "Uniti per Gavello" | Sindaco |      |
| 2019    | in carica | Diego Girotto       | Lista Civica "Uniti per Gavello" | Sindaco |      |